# Dynazty
I Dynazty sono un gruppo musicale svedese hard rock fondato nel 2007 a Stoccolma.

## Storia del gruppo
I Dynazty sono stati fondati da Rolf Love Magnusson e John Berg nel 2007. Subito dopo si sono uniti a loro George Härnsten Egg e Joel Fox Apelgren. Dopo alcuni concerti con vocalist diversi, hanno trovato il cantante ed attuale frontman Nils Molin (attraverso Myspace) nella primavera del 2008. Da allora i Dynazty hanno pubblicato sette album e fatto varie tournée in Svezia e all'estero.
La band ha partecipato al Melodifestivalen 2011 con il brano "This Is My Life", cover metal del brano della precedente vincitrice Anna Bergendahl. La band ha anche gareggiato al Melodifestivalen 2012 con la canzone "Land of Broken Dreams" senza tuttavia riuscire ad arrivare alla Final 10.
Nel 2013, i Dynazty hanno firmato un contratto discografico con la "Spinefarm Records" per il loro quarto album in studio "Renatus". Questo disco non solo ha segnato un cambiamento nel suono della band e nella formazione, ma anche per quanto riguarda i temi dei brani: invece di concentrarsi su temi rock comuni degli anni '80 come feste e libertà, si è passati a testi più profondi che riguardano soprattutto la mortalità e la spiritualità. Nel 2016 la band ha pubblicato un altro album, "Titanic Mass", che ha confermato la nuova direzione più melodica della band.
Il 21 luglio 2018, è stato annunciato che i Dynazty avevano firmato per "AFM Records". Il 30 gennaio 2020, hanno pubblicato il primo singolo tratto dal loro settimo album "The Dark Delight " ed intitolato "Presence of Mind". Ad esso sono seguiti "Heartless Madness", il 28 febbraio, e infine "Waterfall" il 13 marzo. "The Dark Delight" è stato poi pubblicato il 3 aprile 2020 ed ha segnato la loro seconda uscita sotto AFM Records. L'album include, tra l'altro, anche la prima collaborazione della band con Henrik Englund Wilhelmsson, compagno di band di Nils Molin negli "Amaranthe".

## Formazione attuale
- Nils Molin – voce
- Rolf Love Magnusson – chitarra
- Mikael Lavér – chitarra
- Georg Härnsten Egg – batteria
- Jonathan Olsson – basso

## Discografia

### Album studio
- 2009 – Bring the Thunder
- 2011 – Knock You Down
- 2012 – Sultans of Sin
- 2014 – Renatus
- 2016 – Titanic Mass
- 2018 – Firesign
- 2020 – The Dark Delight
- 2022 – Final Advent
- 2025 - Game of Faces